# Hans Hartwig von Beseler
Hans Hartwig von Beseler (27 de abril de 1850 - 20 de diciembre de 1921) fue un Coronel General alemán.

## Biografía
Beseler nació en Greifswald, Pomerania. Su padre Georg Beseler era un profesor de leyes en la Universidad de Greifswald. Entró en el Ejército prusiano en 1868, luchó en la guerra franco-prusiana de 1870-1871 y tuvo una exitosa carrera militar hasta su retiro en 1910. Beseler fue ennoblecido en 1904 por el emperador Guillermo II de Alemania.
Al estallido de la I Guerra Mundial en 1914 Beseler abandonó su retiro y le fue dado el mando del 3.º Cuerpo de la Reserva en el 1.º Ejército alemán liderado por el Generaloberst Alexander von Kluck. El Ejército alemán tomó Bruselas el 20 de agosto y el mando alemán consideró al Ejército belga derrotado. La fuerza principal de los ejércitos alemanes marcharon hacia Francia, dejando al 3.º Cuerpo de la Reserva detrás. A Beseler le fue ordenado que tomara posesión de la ciudad de Amberes el 9 de septiembre. El sitio de Amberes finalizó el 10 de octubre, cuando el alcalde de Amberes Jan De Vos, rindió la ciudad. Beseler siguió al Ejército belga y fue detenido en la batalla del Yser.
En la primavera de 1915, Beseler fue enviado al frente oriental con el 9.º Ejército de Max von Gallwitz donde lideró el exitoso asedio de Novogeorgievsk.
El 27 de agosto de 1915 Beseler fue hecho Gobernador Militar de la parte ocupada alemana de los territorios polacos, o de la Polonia del Congreso, y sirvió como tal hasta el fin de la guerra. Beseler esperaba reunir tres divisiones de voluntarios polacos para uso por las Potencias Centrales, y con este fin quería presentar una "fachada de una Polonia independiente".
El título oficial era Gobernador-general del Generalgouvernement Warschau. Beseler también dio apoyo al plan de crear una Franja fronteriza polaca, que suponía la expulsión masiva de polacos y judíos de un territorio anexionado por el Imperio alemán de manos rusas, y la subsiguiente colonización de esta región por colonizadores alemanes.
En noviembre de 1915 Beseler reabrió la Universidad de Varsovia y el Instituto Politécnico de Varsovia y permitió el uso de la lengua polaca en la Universidad por primera vez desde 1869.
Fueron elegidos consejos municipales y la jurisdicción inferior fue organizada por ciudadanos locales polacos.
A pesar de estos esfuerzos, el gobierno alemán no fue tolerado por los polacos, mientras que la llamada alemana para obtener voluntarios polacos produjo resultados decepcionantes; para la mayoría de polacos una victoria aliada era vista como la mejor esperanza para una genuina independencia.

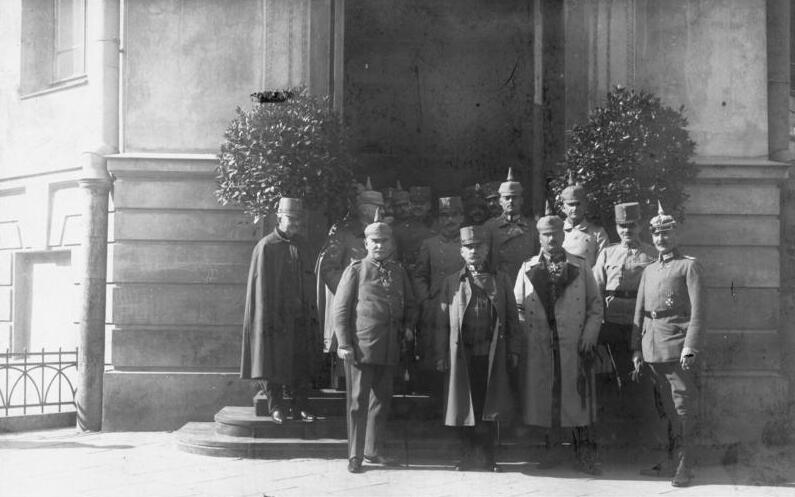
Beseler (1.º por la izquierda) y Karl Kuk (2.º por la izquierda) en Lublin, 1916.

Después de la Ley del 5 de noviembre de 1916, Beseler mantuvo poder real como Gobernador General del Gobierno General de Varsovia, la parte ocupada por Alemania del Reino de Polonia, junto al Gobernador General austríaco Karl Kuk, quien residía en Lublin. Era también el comandante titular de la así llamada Polnische Wehrmacht. Después de la declaración de la Ley del 5 de noviembre, organizó una ceremonia en el Castillo Real de Varsovia con gestos como el despliegue de una bandera polaca y la interpretación del himno polaco; el evento resultó ser contraproducente ya que la multitud polaca empezó a gritar "Fuera los alemanes!".
El 4 de octubre de 1916 Beseler emitió un decreto permitiendo el trabajo forzoso a los hombres polacos entre 18 y 45 años.
Después de que Polonia declarara la independencia el 11 de noviembre de 1918 y todos los soldados alemanes en Varsovia fueran desarmados, Beseler huyó disfrazado a Alemania. Quebrantado y desilusionado, atacado por los conservadores y nacionalistas germanos por haber sido demasiado liberal con los polacos, pero disgustados en Polonia por ser demasiado prusiano, Beseler murió en 1921 en Neu-Babelsberg, cerca de Potsdam. Fue enterrado en el Invalidenfriedhof en Berlín.

### Grados
- 1870/71: Leutnant
- 1875-06-15: Oberleutnant
- 1882-04-18: Hauptmann
- 1888-09-19: Major
- 1893-10-17: Oberstleutnant
- 1897-03-22: Oberst
- 1900-01-27: Generalmajor
- 1903-04-18: Generalleutnant

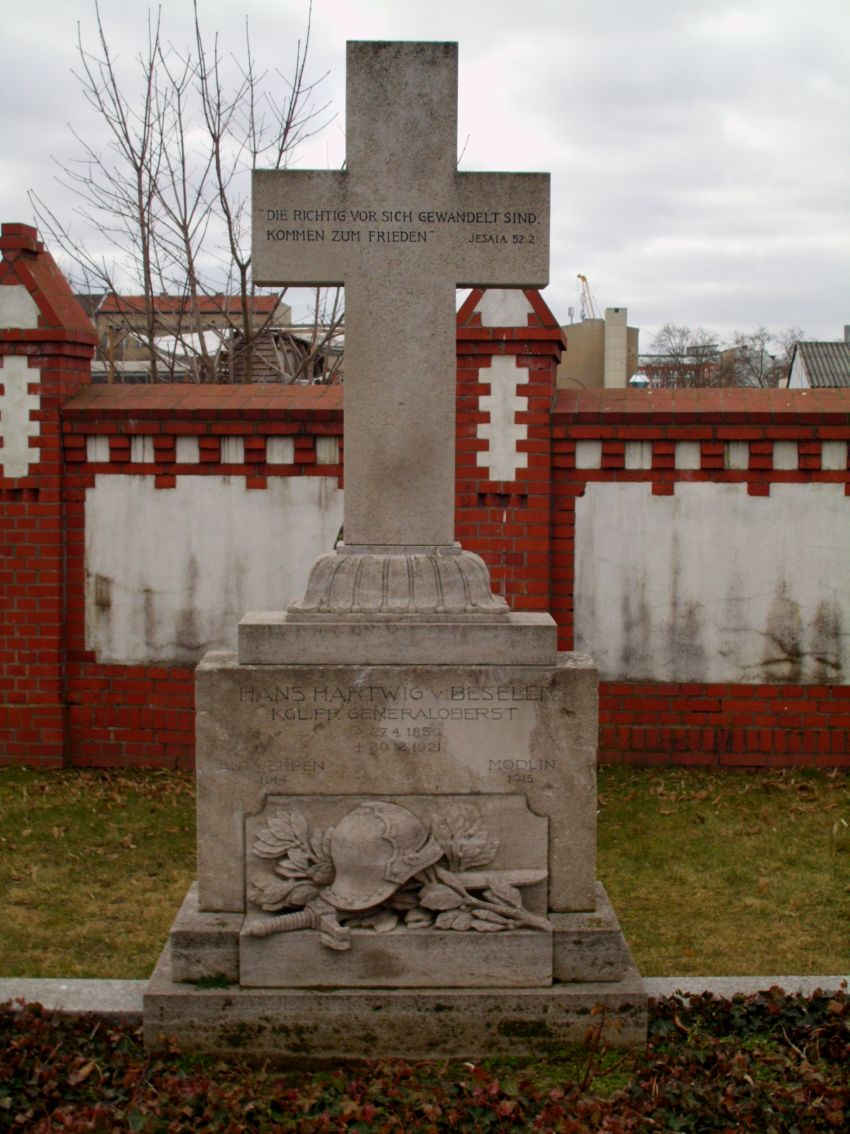
Tumba de Hans Hartwig von Beseler en el Invalidenfriedhof de Berlín.

- 1907-11-09: General der Infanterie
- 1918-01-27: Generaloberst

## Condecoraciones
Beseler, junto con muchas condecoraciones menores, recibió la Pour le Mérite y la Cruz de Hierro (1.ª y 2.ª clases), y fue un Comandante con Estrella y Corona de la Orden prusiana de Hohenzollern.